# Johann Gottfried Bergmann
Johann Gottfried Bergmann (* 10. Mai 1795 in Reichenbach bei Königsbrück; † 4. Juli 1831 in Dresden) war ein königlich sächsischer Hofschauspieler und Opernsänger (Tenor).

## Leben
Geboren als Kind armer Eltern und aufgrund eines Unfalls in seiner Kindheit nicht in der Lage, ein Handwerk auszuüben, musste Johann Gottfried Bergmann schon früh selbst zu seinem Lebensunterhalt beitragen. Er besuchte jedoch die Schule und wurde von seinem Vater, der das Violinspiel beherrschte, auf dem Gebiet der Musik gefördert. Nachdem er auf einem Jahrmarkt zum ersten Mal einen mehrstimmigen Chor gehört hatte, bereitete er sich privat so gut wie möglich vor, um in den Dresdner Singchor aufgenommen zu werden. Sein Vater glaubte ihm allerdings nur eine Ausbildung an einem Lehrerseminar finanzieren zu können, doch konnte Bergmann mit Fürsprache des örtlichen Pfarrers, bei dem er Lateinunterricht gehabt hatte, eine Aufnahmeprüfung an der Kreuzschule ablegen und wurde dort aufgenommen. In den sechs Schuljahren, die er dort verbrachte, litt er unter materieller Not und machte mehrere schwere Krankheiten durch. Aus Armut beschloss er schließlich, doch Schulmeister zu werden, und erlernte zu diesem Zweck das Orgelspiel. Am 15. Oktober 1814 wurde er zum Kantor in Senftenberg ernannt. Im September 1816 erhielt er dank seiner schönen Tenorstimme ein Engagement am königlich sächsischen Hoftheater in Dresden; der Sänger Miksch und der Schauspieler Joseph Anton Christ bildeten ihn in ihren Fächern weiter aus. Hofschauspieler Christ wurde am 23. Oktober 1821 außerdem Bergmanns Schwiegervater; Demoiselle Henriette Christ gehörte ebenfalls dem Hoftheater an.
Zu Johann Gottfried Bergmanns bevorzugten Rollen gehörten der Pylades in  Iphigenie auf Tauris, der Florestan im Fidelio und der Octavio im Don Juan. In einem Lebensabriss im Neuen Nekrolog der Deutschen wurde seine schmelzende Tenorstimme, die allerdings mehr zum Vortrag von Liedern als zum Singen von Bravourarien geeignet gewesen sei, gelobt. Sein Äußeres sei zwar „nicht vorteilhaft für die Bühne“ gewesen, doch habe „seine hohe schlanke Gestalt, sein Anstand und sonstige gute Haltung“ dafür gesorgt, dass es zumindest „nicht störend“ gewesen sei.